# T-AB-1 AT
A T-AB-1 é uma mina antitanque brasileira retangular com revestimento de plástico. A mina usa uma mina antipessoal T-AB-1 AP como rastilho. A mina AP é inserida no corpo da mina AT sob uma grande placa de pressão de plástico ABS rígido. A placa de pressão é fixada por vários pinos de cisalhamento, projetados para ceder sob uma pressão de 200 kg. A mina AP sob a placa de pressão é então acionada, acionando a carga principal da mina.
A mina é à prova d'água e pode ser colocada em águas de até 1,2 metros de profundidade. É resistente a choques e pode ser colocado a uma distância de até dois metros um do outro sem causar detonação simpática.
A situação da mina não é clara; todos os estoques operacionais da mina AP usada como gatilho para a mina foram destruídos e toda a produção de minas cessou em 1989. A mina ainda está disponível para uso no Equador.

## Especificações
- Comprimento: 243 mm
- Largura: 243 mm
- Altura: 138 mm
- Peso: 5,9 kg
- Conteúdo explosivo: 5,2 kg de TNT
- Pressão de operação: 200 kg